# Herm, Landes
Herm là một xã, thuộc tỉnh Landes trong vùng Nouvelle-Aquitaine. Xã này có diện tích 52,08 km², dân số năm 2006 là 968 người. Xã này nằm ở khu vực có độ cao trung bình 60 mét trên mực nước biển.

## Biến động dân số
| Năm | 1799 | 1880 | 1936 | 1946 | 1954 | 1962 | 1968 | 1975 | 1980 | 1982 | 1990 | 1999 | 2006 |
| --- | ---- | ---- | ---- | ---- | ---- | ---- | ---- | ---- | ---- | ---- | ---- | ---- | ---- |
| Dân số | 714  | 1007 | 877  | 811  | 776  | 723  | 674  | 595  | 595  | 617  | 694  | 783  | 968  |
| From the year 1962 on: No double counting—residents of multiple communes (e.g. students and military personnel) are counted only once. |      |      |      |      |      |      |      |      |      |      |      |      |      |